# Punta Sur
Punta Sur è un sito archeologico Maya, un parco e anche il punto più meridionale dell'isola di Cozumel. Fa parte del Parque Punta Sur, un parco ecologico che include una barriera corallina, lagune, spiagge e una bassa foresta nella zona circostante. 
Il faro Celarain si trova sul promontorio e fa parte di un museo nautico. A nord-est si trova il Caracol, un sito maya che svolgeva funzione di avamposto. Gli abitanti avvistavano il pericolo di uragani e mandavano segnali agli abitanti dell'entroterra. 
Alcune delle spiagge sono protette per permettere alle tartarughe marine di proliferare.